# Commercial Union Assurance Masters 1976 - Singolare
Il singolare del torneo di tennis Commercial Union Assurance Masters 1976, facente parte della categoria Grand Prix, ha avuto come vincitore Manuel Orantes che ha battuto in finale 5–7, 6–2, 0–6, 7–6, 6–1  Wojciech Fibak.

## Tabellone

### Legenda
| - Q = Qualificato - WC = Wild card - LL = Lucky loser | - ALT = Alternate - SE = Special Exempt - PR = Protected Ranking | - w/o = Walkover - r = Ritirato - d = Squalificato |

### Finali
|  | Semifinali      | Semifinali      | Semifinali     | Semifinali     | Semifinali | Semifinali | Semifinali |  |  | Finale         | Finale         | Finale | Finale | Finale | Finale | Finale |  |
|  |                 |                 |                |                |            |            |            |  |  |                |                |        |        |        |        |        |  |
|  | Harold Solomon  | Harold Solomon  | Harold Solomon | Harold Solomon | 4          | 3          | 4          |  |  |                |                |        |        |        |        |        |  |
|  | Manuel Orantes  | Manuel Orantes  | Manuel Orantes | Manuel Orantes | 6          | 6          | 6          |  |  | Manuel Orantes | Manuel Orantes | 5      | 6      | 0      | 7      | 6      |  |
|  | Guillermo Vilas | Guillermo Vilas | 2              | 2              | 7          | 6          | 6          |  |  | Wojciech Fibak | Wojciech Fibak | 7      | 2      | 6      | 6      | 1      |  |
|  | Wojciech Fibak  | Wojciech Fibak  | 6              | 6              | 5          | 3          | 8          |  |  |                |                |        |        |        |        |        |  |

### Gruppo A
|  |                 | Solomon       | Gottfried     | Ramírez       | Vilas          | RR W–L | Set W–L | Game W–L | Classifica |
|  | Harold Solomon  |               | 6–4, 6–2      | 6–2, 6–2      | 3–6, 6–4, 4–6` | 2–1    | 5–2     | 37–26    | 2          |
|  | Brian Gottfried | 4–6, 2–6      |               | 4–6, 6–3, 6–0 | 6–3, 2–6, 6–4  | 2–1    | 4–4     | 36–34    | 3          |
|  | Raúl Ramírez    | 2–6, 2–6      | 6–4, 3–6, 0–6 |               | 6–7, 6–2, 5–7  | 0–3    | 2–6     | 30–44    | 4          |
|  | Guillermo Vilas | 6–3, 4–6, 6–4 | 3–6, 6–2, 4–6 | 7–6, 2–6, 7–5 |                | 2–1    | 5–4     | 45–44    | 1          |

La classifica viene stilata in base ai seguenti criteri: 1) Numero di vittorie; 2) Numero di partite giocate; 3) Scontri diretti (in caso di due giocatori pari merito ); 4) Percentuale di set vinti o di games vinti (in caso di tre giocatori pari merito ); 5) Decisione della commissione.

### Gruppo B
|  |                | Fibak    | Orantes  | Dibbs    | Tanner   | RR W–L | Set W–L | Game W–L | Classifica |
|  | Wojciech Fibak |          | 7–5, 7–6 | 6–2, 6–4 | 6–7, 3–6 | 2–1    | 4–2     | 35–30    | 2          |
|  | Manuel Orantes | 5–7, 6–7 |          | 6–4, 6–2 | 7–6, 6–3 | 2–1    | 4–2     | 36–29    | 1          |
|  | Eddie Dibbs    | 2–6, 4–6 | 4–6, 2–6 |          | 6–4, 7–5 | 1–2    | 2–4     | 25–33    | 3          |
|  | Roscoe Tanner  | 7–6, 6–3 | 6–7, 3–6 | 4–6, 5–7 |          | 1–2    | 2–4     | 31–35    | 4          |

La classifica viene stilata in base ai seguenti criteri: 1) Numero di vittorie; 2) Numero di partite giocate; 3) Scontri diretti (in caso di due giocatori pari merito ); 4) Percentuale di set vinti o di games vinti (in caso di tre giocatori pari merito ); 5) Decisione della commissione.